# Bernard Drahoslav Říský
Bernard Drahoslav Říský (23. září 1925, Praha – 12. dubna 2004), byl český katolický kněz, františkán, lektor tajné teologie, oblíbený duchovní vůdce a exercitátor, externí manželský a rodinný poradce při Centru pro rodinu, spisovatel článků a statí s náboženskou tematikou, spirituál bohoslovců a politický vězeň komunistické totality.

## Studium
Narodil se v Praze a dostal jméno Drahoslav. Jeho otec se jmenoval Augustin a byl četnickým strážmistrem, maminka Marie byla v domácnosti. Navštěvoval obecnou školu v letech 1931–1936 v Přerově nad Labem, poté Staré Boleslavi. V letech 1936–1945 studoval na reálném gymnáziu v Berouně, poté v Kroměříži. Během gymnaziálního studia pobýval v kroměřížském Juvenátě sv. Antonína. Po maturitě požádal se svolením rodičů o přijetí do noviciátu bratrů františkánů. Dostal řádové jméno Bernard a složil dočasné řádové sliby. Od roku 1945 studoval na bohosloveckých fakultách UK v Praze a CMBF v Olomouci. V roce 1946 složil slavné sliby věčné a poté byl provinciálem řádu vyslán do Bruselu, kde studoval v řádovém institutu. Dne 4. července 1948 přijal v Marce-en-Ardene od tamního biskupa Msgre. Charua kněžské svěcení a na to se ihned vrátil do Prahy, aby dne 11. července 1948 ve Staré Boleslavi sloužil svoji primiční mši svatou v kostele Panny Marie. Koncem roku 1948 byl jmenován prefektem na koleji sv. Antonína v Kroměříži.

## Internace a PTP
Když v rámci Akce K komunistický režim v Československu přistoupil ke svévolnému rušení katolických řádů a kongregací, byl 14.
dubna 1950 spolu s dalšími spolubratry františkány násilně odvlečen do soustřeďovacího tábora v Hejnicích a později do Bohosudova. Po kratší internaci byl povolán do armády k PTP. Jako příslušník PTP byl asi desetkrát přeložen do různých míst v republice. Následkem špatného zacházení vážně onemocněl plicní chorobou. Z toho důvodu byl 31. srpna 1951 od PTP propuštěn do civilu. Po dvouměsíčním léčení v nemocnici nastoupil v listopadu 1951 do státní traktorové stanice jako pomocný dělník. Tam pracoval do 20. března 1952, kdy byl Státní bezpečností zatčen a byla na něj uvalena vazba.

## Soudní proces a vězení
Důvodem zatčení byl jeho styk s bývalým studentem Aloisem Khodlem, který po svém propuštění z internace založil v roce 1951 v Ostravě, kde pracoval, tajný kroužek JOC. V době, kdy byl Říský na vojně na Slovensku jej o tom Khodl informoval a dokonce plánoval, že členové kroužku pojedou Říského navštívit. Vyšetřování prováděly orgány KV StB České Budějovice a Ostrava. Ve dnech 12. – 13. srpna 1952 byla skupina „Jaroslav Kašpar a spol.“ (ve které byli Říský i Khodl souzeni) postavena před senát Státního soudu v Praze. Říský byl v tomto procesu odsouzen pro velezradu a vyzvědačství na 12 let odnětí svobody nepodmíněně a řadě vedlejších trestů. Z vězení byl propuštěn až po více než osmi letech, v květnu 1960.
Ještě před svým propuštěním z vězení na amnestii byl dne 24. března 1960 Říský zaregistrován jako agent. Ve vězení (Nápravně pracovní tábor Leopoldov) byl postupně „připoutáván“ nuceným stykem s orgány StB a tak dostatečně kompromitován před svými spoluvězni. III. správa plánovala jeho operativní využití ještě před propuštěním z výkonu trestu (jeho ŘO por. Miloslav Najman poznamenává: „Není mu lhostejné, zda si zbytek trestu odpyká až do konce.“)

## Po propuštění z vězení
Říský po propuštění z vězení nastoupil 1. června 1960 jako pomocný dělník do n.p. Opravny zemědělských strojů ve Vinoři. Tam pracoval do roku 1968.
V průběhu zaměstnání se vyučil strojním zámečníkem a složil státní zkoušku svářeče plamenem a elektrickým obloukem.
Na svobodě byl Státní bezpečností úkolován do „problematiky tajného františkánského řádu“. V roce 1962 byla spolupráce hodnocena ze strany StB s výhradami kladně. Dále se však konstatuje, že dosavadní styk byl „převážně zaměřen k jeho připoutání, sám neprojevil zatím nějakou zvláštní iniciativu“, a že spolupráce měla pouze informativní charakter. Řídící orgán (ŘO) pak navrhl převést Říského pouze do kategorie informátorů (nerealizováno).
Situace se nezměnila ani po dalších dvou letech. V návrhu na ukončení spolupráce z 22. listopadu 1964 se uvádí, že se „nepodařilo dosud naší výchovou změnit charakterové a povahové vlastnosti spolupracovníka, kterými je plně oddán církvi“. Výsledky spolupráce jsou hodnoceny jako minimální. Kpt. Jaroslav Ebr, který byl od 1. října 1962 ŘO agenta, dále uvádí: „Kromě toho se vymlouvá, že se neumí přetvařovat, když s někým jedná. ... Několikráte na schůzkách žádal o přerušení spolupráce a zdůvodňoval to tím, že neustále myslí na to, že dělá něco, co církev zakazuje, a že se s tím nemůže ve svém svědomí vypořádat. K odstranění těchto nezdravých jevů byla na spolupracovníka ... napojena společenská agentura z řad žen. Výsledek této kombinace je ten, že spolupracovnice, která je velmi schopná, nedokázala za dobu jednoho roku získat spolupracovníka na svoji stranu a změnit jeho povahové vlastnosti tak, aby mu dovolily plnit naše úkoly. ... Po celkovém zhodnocení všech dosažených výsledků, které jsou neúměrné k vynaloženému úsilí ze strany pracovníků MV a po zhodnocení povahových vlastností spolupracovníka, který nevidí a nechce vidět nic jiného než církev a Boha, navrhuji spolupráci ukončit.“

## Rehabilitace
Plně rehabilitován byl výnosem Ministerstva spravedlnosti ČR, kterým se ruší rozsudek Státního soudu z roku 1952 s odůvodněním, že proces byl politicky manipulován a obvinění vykonstruováno.

## Návrat do duchovní správy
V roce 1968 získal jako františkán zpovědní jurisdikci pro území pražské arcidiecéze. V roce 1969 byl jmenován kaplanem při kostele sv. Petra a Pavla na Mělníce. V roce 1970 byl jmenován administrátorem farnosti Vysoká u Mělníka. V roce 1993 byl jmenován litoměřickým biskupem Josefem Kouklem spirituálem Teologického konviktu v Litoměřicích. Od roku 1994 působil rovněž jako magistr bratří s časnými sliby v Pražském františkánském konventu. Je autorem mnoha statí a článků. V roce 1999 se stal farářem ve farnosti Vysoká u Mělníka, jejímž byl dlouhá léta administrátorem. Zároveň byl také administrátorem excurrendo farností Medonosy a Šemanovice. Z duchovní správy byl uvolněn k 31. lednu 2004 a přestěhoval se ke Školským sestrám sv. Františka do Seči u Chrudimi.
Zemřel v pondělí velikonočního oktávu 12. dubna 2004 ve věku 78 let života, v 61. roce řeholních slibů a 56. roce kněžství. Vězněn byl 8 let, duchovním správcem ve Vysoké u Mělníka 34 let. Ve Vysoké u Mělníka byl také 16. dubna 2004 pochován.